# 필리쿠디섬

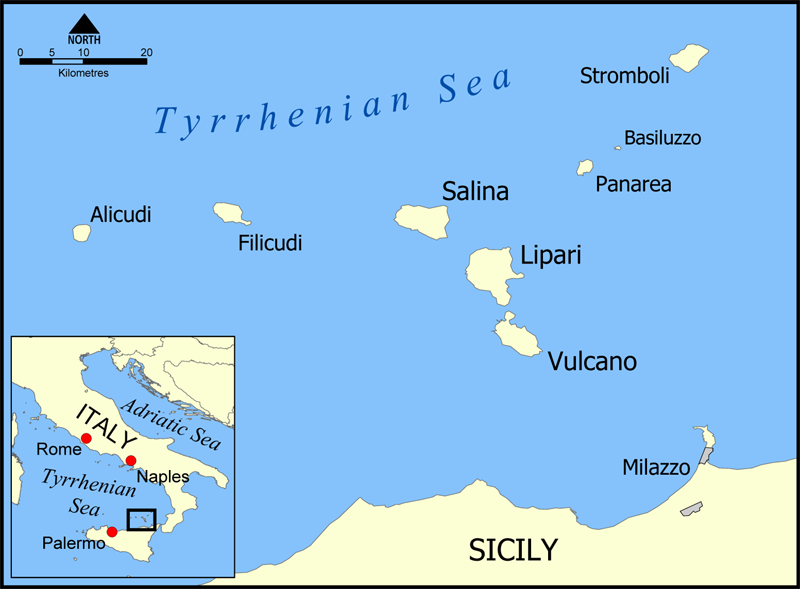
지도

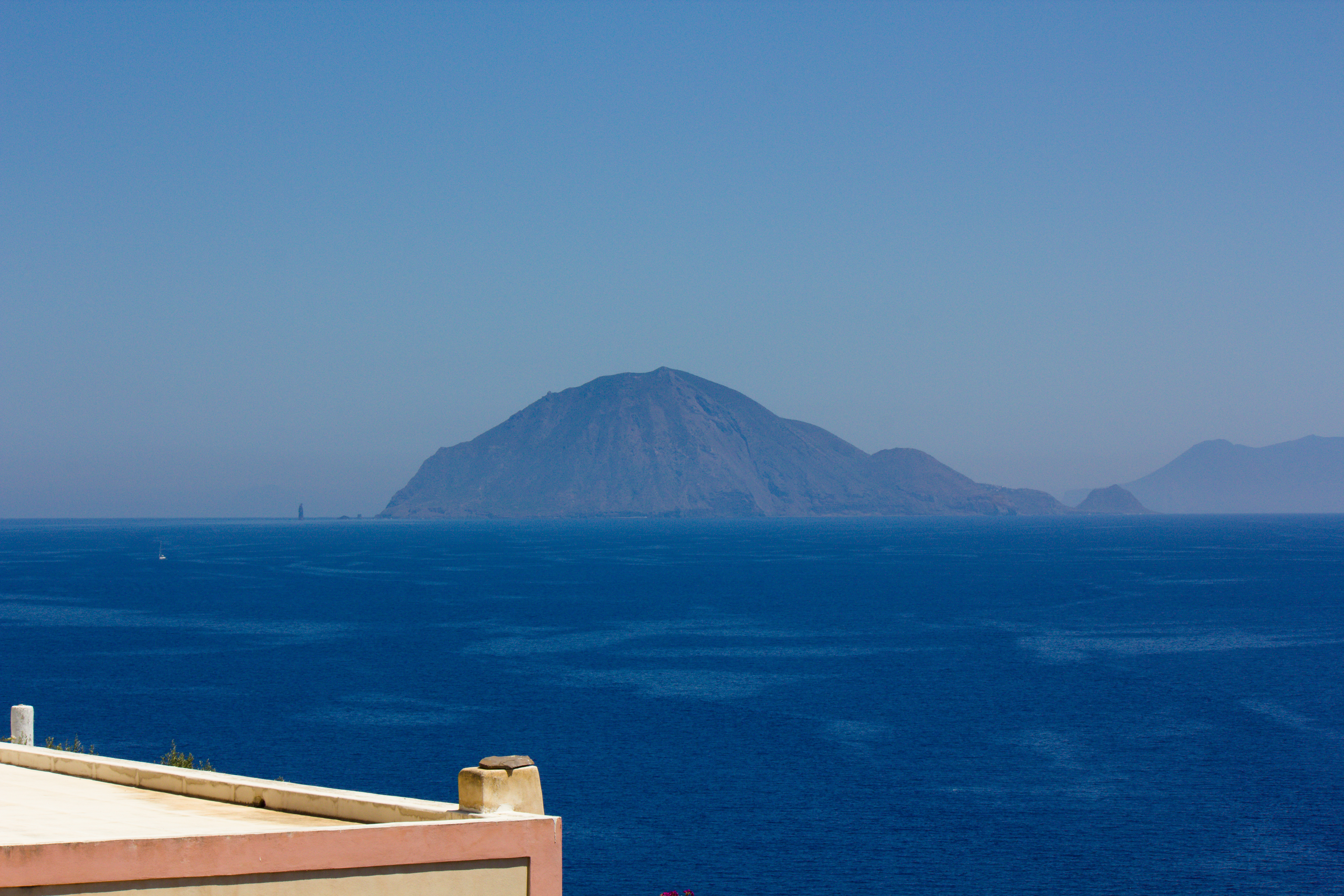
알리쿠디에서 바라본 필리쿠디섬

필리쿠디섬(Filicudi)은 에올리에 제도를 구성하는 8개의 섬들 가운데 하나로, 이탈리아 남부 시칠리아주의 섬에서 북동쪽으로 56킬로미터 지점에 위치해 있다. 리파리 코무네의 프라치오네이다.

## 지리
총 면적은 9.5제곱 킬로미터이다. 이 섬에는 Pecorini Mare, Valdichiesa 등 여러 작은 마을이 있다. 필리쿠디섬의 땅은 포도주, 올리브유, 곡물, 채소를 경작할 수 있다. 1997년에 이 섬의 1/3, 즉 약 7제곱킬러미터 면적이 자연보호구역으로 지정되었다.
가장 높은 지점은 774미터의 Fossa Felci산이다.